# Oreodera sexplagiata
Oreodera sexplagiata är en skalbaggsart som beskrevs av Julius Melzer 1931. Oreodera sexplagiata ingår i släktet Oreodera och familjen långhorningar. Inga underarter finns listade i Catalogue of Life.